# ناحية سميلان
ناحية سميلان وهي إحدى نواحي قضاء جومان في محافظة أربيل في العراق والتي تقع على الحدود العراقية الإيرانية